# Antonio Lechuga Mateos
Antonio Lechuga Mateo (Jerez de la Frontera, España, 15 de febrero de 1988), futbolista español. Juega de portero de fútbol y actualmente no forma parte de ningún club.

## Trayectoria
Comenzó a jugar al fútbol como profesional en el Xerez CD 'B' donde se ha perfilado como una de las promesas de la cantera azulina.
Durante la temporada 08-09 siguió teniendo la ficha con el filial xerecista, sin embargo dio el salto al primer equipo donde estuvo entrenando durante todo el año. Desafortunadamente, el joven guardameta sólo pudo ir convocado a unos pocos partidos por baja de alguno de los otros dos porteros y no debutó en un partido oficial. En día 6 de mayo de 2008, Toni renueva con el Xerez por tres temporadas.
El día 6 de abril de 2011, renueva por tres temporadas, pero ya con ficha en el primer equipo. Debuta oficialmente el 20 de mayo de 2012, en un partido contra el Deportivo de La Coruña (3-2). El 23 de mayo, vuelve a jugar de titular contra el Celta de Vigo; haciendo una buena actuación pero siendo expulsado por cometer una falta en el área al comenzar la segunda parte. Volvería a disputar el último encuentro de la temporada, ante el Barcelona B, que también terminó perdiendo el Xerez.
Comienza la temporada 2012-13 siendo titular en el marco azulino hasta la sexta jornada. En diciembre de 2013 y tras varios meses sin Club, por el descenso por impagos del Xerez CD, firma por dos temporadas con el Doxa Katokopias FC de Chipre.
Luego defendió los colores del Alcobendas Sport, donde luchó por el ascenso a 2ºB. Más tarde pasó al CD Torrijos y en 2020 fichó por Internacional de Madrid que rescindió contrato con ellos el 1 de enero de 2021.

## Clubes
| Club                        | Temporada  | Categoría                  |
| --------------------------- | ---------- | -------------------------- |
| Xerez CD 'B'                | 2006-2009  | Tercera División           |
| Xerez Club Deportivo        | 2009-2013  | Segunda División           |
| Doxa Katokopias             | 2013-2014  | Primera División de Chipre |
| Club Deportivo Guadalajara  | 2014-2015  | Segunda División           |
| Burgos CF                   | 2015-2017  | Segunda División B         |
| Fútbol Alcobendas Sport     | 2018-2019  | Tercera División           |
| Club Deportivo Torrijos     | 2020       | Tercera División           |
| DUX Internacional de Madird | 2020-2021. | Segunda División B         |
| Real Jaén C.F.              | 2021-2022. | Tercera RFEF               |

## Palmarés
- Campeón de Segunda División de la Temporada 2008/09 con el Xerez Club Deportivo.